# لوئزن
لوئزن (به لاتین: Lozen) یک منطقهٔ مسکونی در بلغارستان است که در Septemvri Municipality واقع شده‌است. لوئزن ۱۱٫۹۷۸ کیلومتر مربع مساحت و ۹۰۹ نفر جمعیت دارد و ۲۳۹ متر بالاتر از سطح دریا واقع شده‌است.